# Мадонна ді Сант-Алесіо

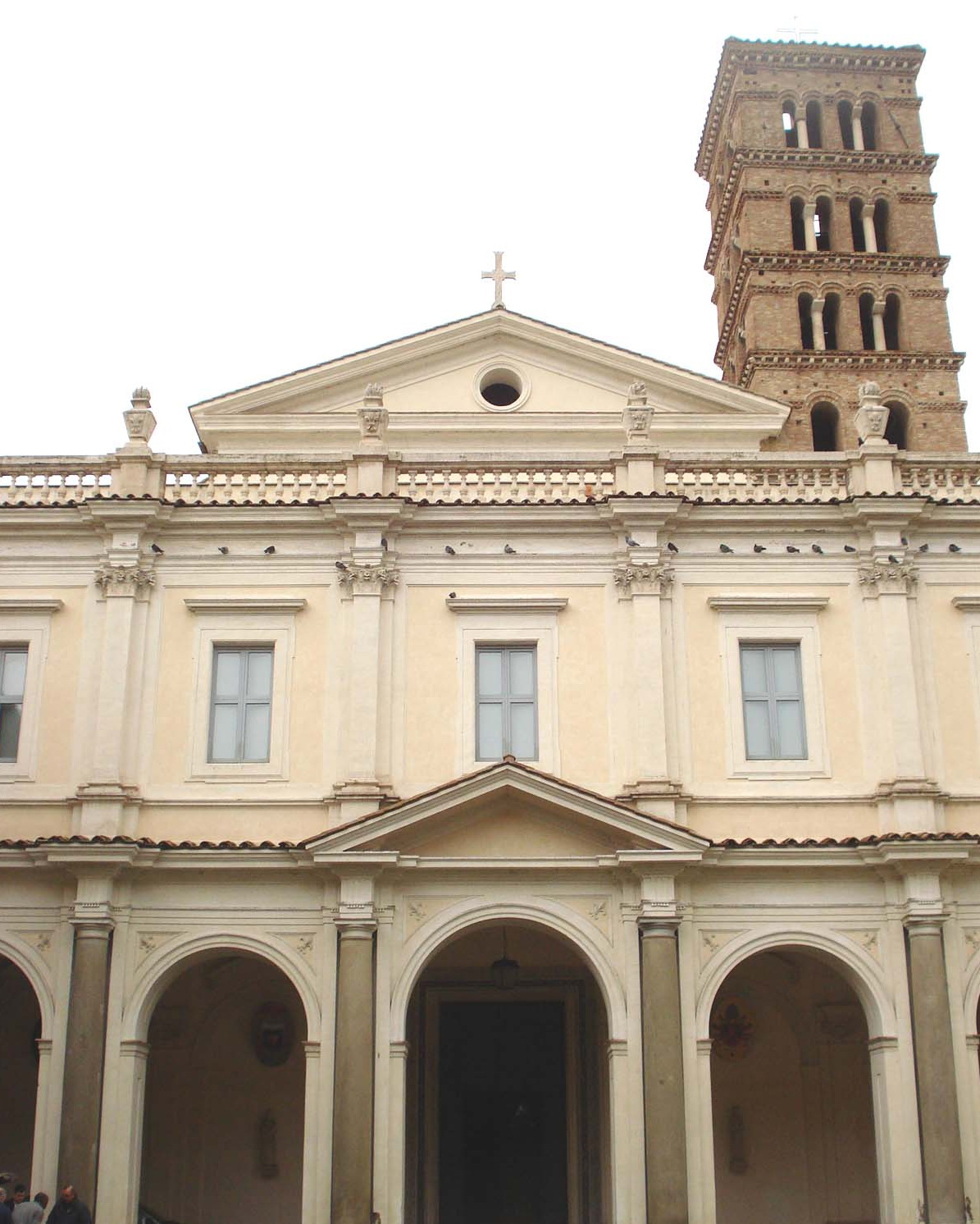
Церква Св. Алексія в Римі, де знаходиться ікона Богоматері Сант-Алессіо

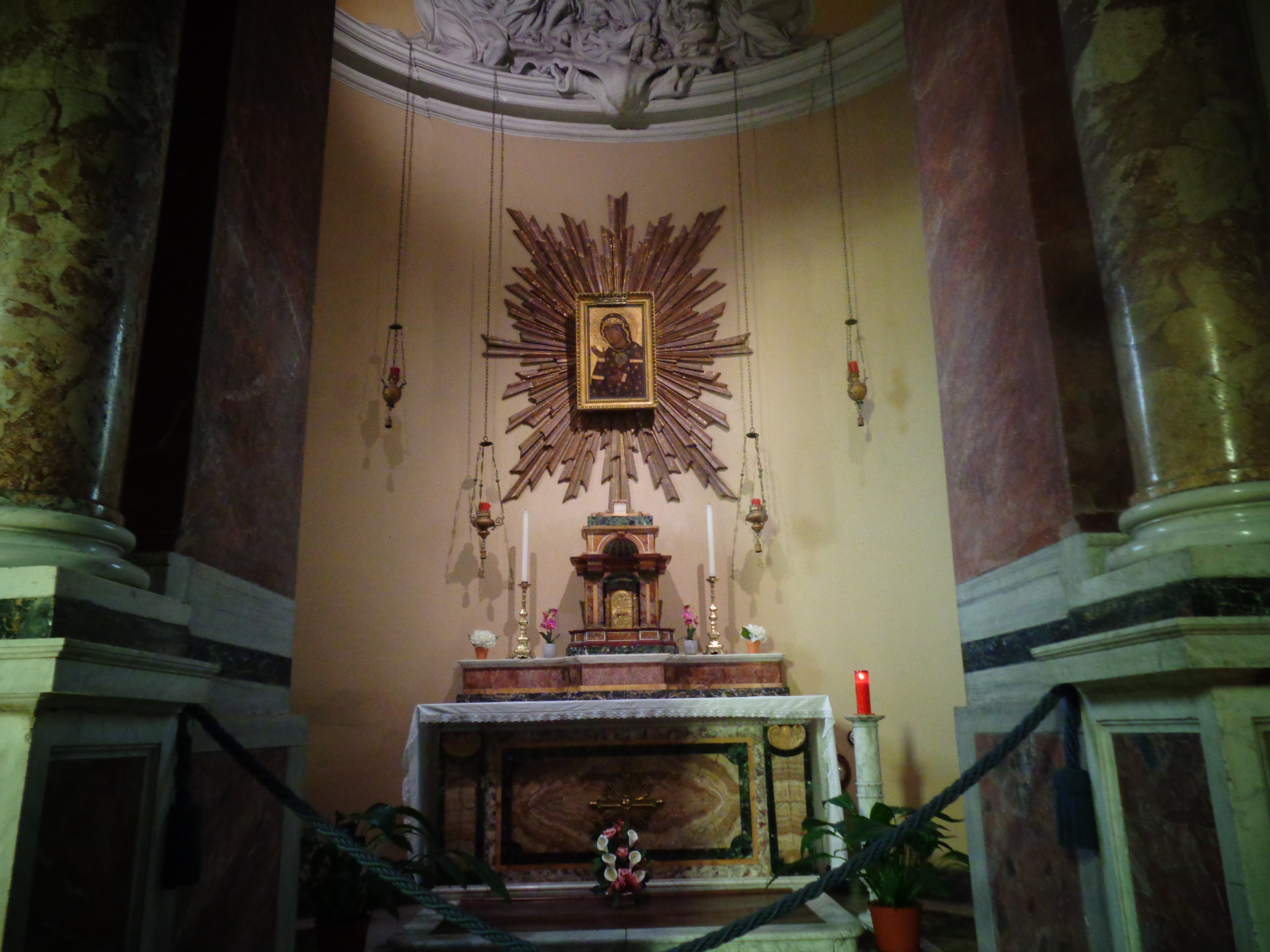
Приділ Святого Причастя (Святих Тайн)

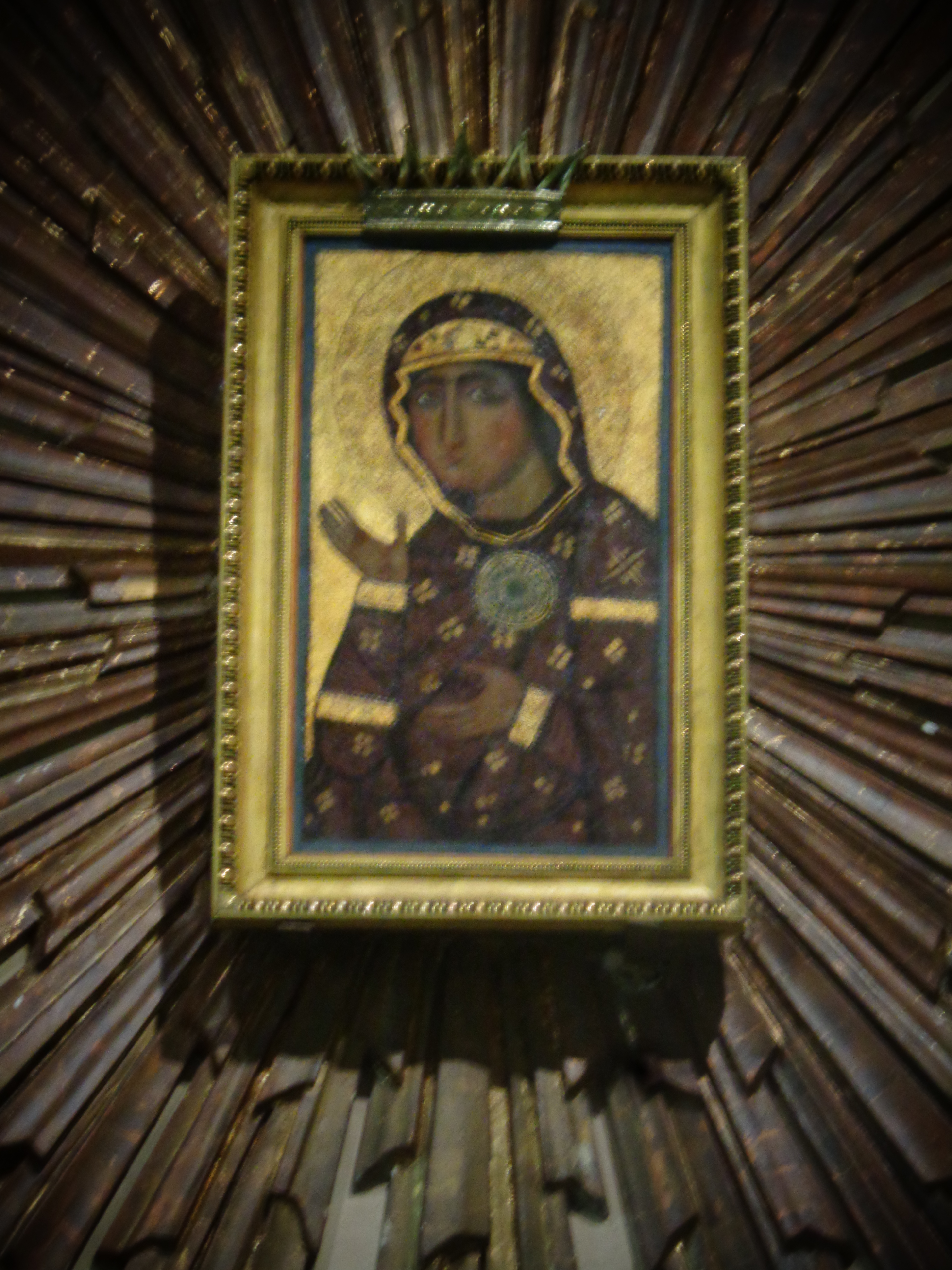

Мадонна ді Сант Алессіо (італ. Madonna di Sant' Alessio; Madonna dell' Intercessione, «Заступниця», «Покровителька»)) — святий образ Богородиці з Едесси, нині знаходиться в базиліці Святих Боніфація і Алексія (Сант-Алессіо) на Авентінському пагорбі в Римі. Одна з найшанованіших християнських ікон; вважається чудотворною, у зв'язку з чим приваблює безліч паломників-християн різних конфесій і течій зі всього світу. Іконографічно належить до типу «Агіосоритесу (Параклесис)».
За церковним переданням, ікону написав євангеліст Лука. 
Ікона, ймовірно, має Візантійське походження. Вважається, що вона була привезена до Риму в 977 році митрополитом Сергієм Дамаським, який втік від агарян. До цього образ перебував тривалий час в Едессі в Храмі Пресвятої Богородиці, являючи там віруючим масу чудес, згідно з церковним переданням, у зв'язку з чим отримав широку популярність як Едеський чудотворний образ Божої Матері.
З цією іконою переплелася доля одного з найшанованіших на Русі святих — Святого Олексія, Чоловіка Божого. 
Як свідчить легенда, одного разу вночі в Едесському храмі ікона почала виливати світло, і Богоматір зображена на ній, заговорила з церковним сторожем-паламарем. Голос Богородиці наказав: «Введи в Мою церкву Божого чоловіка, гідного Царства Небесного; його молитва сходить до Бога, як фіміам благовонний, і Дух Святий спочиває на ньому, подібно до вінця на чолі царському». Після видіння паламар почав шукати людину такою праведного життя і, не знаходячи, звернувся до Богородиці за допомогою. І ось знову вночі він почув голос від ікони Богородиці, що чоловік Божий є той самий жебрак, який сидить біля воріт церковної паперті. До того часу преподобний Олексій провів вже в Едессі сімнадцять років, просячи милостиню в притворі храму Пресвятої Богородиці. Одягнутий він був завжди у лахміття, харчувався лише хлібом і водою. Кожну ніч він не спав і молився перед древнім чудотворним образом Богоматері — святинею храму. Після того як відбулося це чудо від ікони, паламар розповів усе священикам, і Олексія з почестями ввели до церкви, бажаючи призначити йому відповідний священний сан. До того часу чутка про святості Олексія вже і так широко поширилася по всій Сирії, а після подій у Храмі Богородиці жителі Едеси стали шанувати його ще більше. Збентежений надаються йому всенародною пошаною Олексій, не бажаючи тішити своє марнославство і гординю, таємно втік з Едеси, маючи намір на кораблі переправитися в Тарс. Але корабель потрапив у бурю і через багато днів був прибитий до італійських берегів. Святий Алексій побачив в цьому Промисел Божий і повернувся під виглядом жебрака в Рим, звідки був родом і де і закінчив через сімнадцять років свої дні в будинку свого батька Евфимиана, будучи так ніким і не впізнаним. А образ Богоматері, перед яким він так старанно молився всі сімнадцять років в Едессі і який явив таке диво, стали називати «Богоматір Сант-Алессіо». 
Коли ікону привезли в Рим, її помістили в церкві, названій на честь Олексія, чоловіка Божого, (Сант-Алессіо), і де спочивають його мощі.
Мадонна ді Сант-Алессіо є святою реліквією базиліки і прикрашає собою Капелу (приділ Святого Причастя (Святих Тайн), створену в правій частині трансепту церкви Сант-Алессіо в 1674 році абатом Анджело Порро. Капела послідовно була реконструйована під час загальної перебудови базиліки у 1750–1755 роках, оновлена в 1814 році на кошти колишнього іспанського короля Карла IV, який жив у Римі після виїзду з Іспанії, і ретельно відреставрована в 1935 році Антоніо Муньосом. Ікона розташовується над вівтарем цієї Капели.
Щодо часу створення образу є деякі розбіжності. Згідно з церковним хроніками, вік ікони датується першими століттями нашої ери. Але, незважаючи на наявні історичні згадки про ікону ще в ранньохристиянську епоху, а також манеру написання образу, властиву цього ж періоду, сучасні дослідники все ж схильні називати найвірогіднішим часом створення ікони більш пізній період — XII-XIII століття. Хоча є ймовірність того, що ікона просто кілька разів змінювалася і оновлювалась протягом століть. Вона написана темперою на полотні, закріпленому на дошці, по всій видимості з кедра, розміром 70 х 40 см В Італії цей чудотворний образ відомий як «Madonna di Edessa» («Едеська Мадонна»), «Madonna Avvocata» («Захисниця») і «Madonna-Intercessione» («Покровителька», «Мадонна-заступниця»). Словом «Intercessione» на італійську мову зазвичай перекладають українські слова «Покров» і «Покровський»  Але в даному випадку представлений зовсім інший іконографічний тип Богоматері:
```
«Уста малі і стиснуті, нижня частина ланіт вище верхньої, правиця трохи піднята (у годину молитви); вбрання, як і на всіх іконах Її, але рукавчики облямовані золотом в два ряди біля кистей ручних і нижче їх...»
[
2
]
, — 
```

так описує ікону один з численних російських паломників, єпископ Порфирій (Успенський), який відвідав Рим у 1854 році. За стилістикою Едеська ікона повністю слідує високим традиціям ранньохристиянської культури, ще не розділеної на грецьку і латинську. Вона володіє м'яким колоритом, а деякі елементи (асиметричність довгастого лиця, виразний погляд, чіткий контур рота) вказують на прагнення художника надати деяку драматичність. На іконі Божа Матір зображена без Богонемовля, трохи похилена в правий бік, немов від тяжкості ноші, її права рука звернена вгору, а ліва простягнутий до вірян, що підкреслює Її невпинне клопотання перед Сином за всіх християн і символізує її заступництво. Таким чином, ця ікона нагадує образ з деісусного ряду іконостасу православного храму, що вказує на її можливе грецьке походження. Взагалі такий тип зображення Діви Марії був широко поширений як у Константинополі, так і в Римі. 
Згідно з наявною в Католицькій церкві традиції коронування  [Архівовано 12 листопада 2016 у Wayback Machine.]  [Архівовано 16 листопада 2016 у Wayback Machine.] особливо шанованих ікон, в 1645 році Мадонна ді Сант-Алессіо була коронована за папським вказівкою (Інокентій X). Можливо, образ був злегка видозмінений при коронуванні. 
У 1952 році ікона була ретельно відреставрована і очищена за ініціативою кліриків Сомаску. Через шість десятиліть, в 2014–2015 роках, була проведена чергова унікальна реставрація священного образу фахівцями з Римського Інституту реставрації, після чого ікона Богородиці була знову урочисто повернута в базиліку Св. Алексія.
У Римі крім Мадонни ді Сант-Алессіо існує ще одна схожа ікона — образ «Мадонни ді Санта-Марія-ін-Арачелі» («Жертовник Небесний») в базиліці Санта-Марія-ін-Арачелі на Капітолійському пагорбі.